# 民社
民社是中華民国初期存在的中国的公開政党，于1912年（民国元年）1月16日在南京成立。

## 历史
民社成立于1912年（民国元年）1月16日，其领袖为黎元洪。主要成員有藍天蔚、朱瑞、孫武、張振武、張伯烈等人。该党以卢梭的《社会契約論》为根本主義，标榜其目的为使共和政体健全及发达。主要成員以黎元洪出身的湖北省籍人士为主。同年5月，中华民国临时参議院迁往北京，民社同統一党、国民党、国民協進会、民国公会合併组成共和党。